# Christian Matthias Adler
Christian Matthias Adler (Triesdorf, 8 maggio 1787 – Monaco di Baviera, 4 marzo 1850) è stato un pittore tedesco.
Nato a Triesdorf, località ora inglobata nel paese di Weidenbach, fu sovrintendente della manifattura di Nymphenburg dal 1816, divenne celebre per una serie di porcellane dipinte rappresentanti i membri della famiglia reale di Baviera.